# John Maynard Smith
John Maynard Smith (Londres, Inglaterra, 6 de enero de 1920 - Lewes, East Sussex, Inglaterra. 19 de abril de 2004) fue un genetista e investigador en biología evolutiva británico.

## Trayectoria
Su padre era cirujano y murió cuando tenía ocho años de edad. Al morir su padre, la madre lo llevó a vivir con su familia a la zona rural de Exmoor, donde su interés por la naturaleza empezó a crecer.
Fue una de las figuras clave de la escuela neodarwinista. Originalmente ingeniero aeronáutico durante la Segunda Guerra Mundial, cambió sorpresivamente su visión al campo de la genética y la ecología bajo el mando del famoso biólogo J. B. S. Haldane cuando cambió por completo su formación académica y se vinculó al University College London. Después de graduarse, se convirtió en profesor de zoología entre 1952 y 1965 en UCL, donde dirigió el laboratorio de Drosophila y realizó investigaciones sobre genética de poblaciones. Publicó un libro popular de Penguin, The Theory of Evolution, en 1958 (con ediciones posteriores en 1966, 1975, 1993).
En 1962 fue uno de los miembros fundadores de la Universidad de Sussex y fue decano entre 1965 y 1985. Posteriormente se convirtió en profesor emérito. Antes de su muerte, el edificio que albergaba gran parte de las Ciencias de la Vida en Sussex pasó a llamarse Edificio John Maynard Smith, en su honor.
Fue elegido miembro de la Royal Society en 1977. En 1986 fue galardonado con la Medalla Darwin.
En 1991 fue galardonado con el Premio Balzan de Genética y Evolución «por su poderoso análisis de la teoría evolutiva y del papel de la reproducción sexual como un factor crítico en la evolución y en la supervivencia de las especies, por sus modelos matemáticos que aplican la teoría de los juegos a problemas evolutivos» (motivación del Comité del Premio General de Balzan). En 1995 fue galardonado con la Medalla Linnean por The Linnean Society y en 1999 fue galardonado con el Premio Crafoord conjuntamente con Ernst Mayr y George C. Williams. En 2001 fue galardonado con el Premio Kyoto.
En su honor, la Sociedad Europea de Biología Evolutiva tiene un premio para extraordinarios jóvenes investigadores en biología evolutiva llamado The John Maynard Smith Prize.
Murió de mesotelioma rodeado de libros, en su casa de Lewes.

## Aportaciones

### Biología evolutiva
Los primeros aportes de Maynard Smith a la biología evolutiva fue simplemente reconocer de forma inmediata la idea de otro biólogo evolutivo W. D. Hamilton el cual planteaba que en humanos y en insectos eusociales opera sobre los genes y no sobre la población como otros proponían, por primera vez se utilizó el término "Selección de parentesco".
Por ejemplo, fue a partir de sus ideas como Richard Dawkins desarrolló la teoría del gen egoísta.

### La evolución y la teoría de juegos
Maynard Smith fue el primero en aplicar la teoría de juegos al estudio de la biología evolutiva. En 1973, Maynard Smith formalizó un concepto central en la teoría evolutiva de los juegos llamada la estrategia evolutivamente estable (ESS), [5] basada en un argumento verbal de George R. Price. Esta área de investigación culminó en su libro de 1982 Evolution and the Theory of Games. El juego Hawk-Dove es posiblemente su modelo teórico de juegos más influyente.

### Evolución del sexo y otras transiciones importantes en la evolución
Maynard Smith publicó un libro titulado La Evolución del Sexo, que exploró en términos matemáticos la noción del "doble costo del sexo". A finales de la década de 1980, también se interesó en las otras principales transiciones evolutivas con el biólogo evolutivo Eörs Szathmáry. Juntos escribieron un influyente libro de 1995 The Major Transitions in Evolution, un trabajo seminal que continúa contribuyendo a los problemas actuales de la biología evolutiva. Una versión científica popular del libro, titulada Los orígenes de la vida: del nacimiento de la vida al origen del lenguaje, se publicó en 1999.

### Señales de animales
Su libro final, Animal Signals, en coautoría con David Harper fue publicado en 2003 sobre la teoría de la señalización.

## Honores
Miembro de
- Royal Society (1977)

### Galardones
- Medalla Darwin (1986)
- Medalla Frink (1990)
- Premio Balzan (1991)
- Medalla linneana (1995)
- Royal Medal (1997)
- Premio Crafoord (1999)
- Medalla Copley (1999)
- Premio Kioto (2001)
- Galardón Darwin-Wallace (2008). This is bestowed every 50 years by the Sociedad linneana de Londres; Maynard Smith was one of thirteen co-recipients.